# كيه-8 (صاروخ)
كان كالينينجراد كيه-8 (آر-8) (لقب تعريف الناتو AA-3 ' أناب ') صاروخًا جو-جو متوسط المدى طوره الاتحاد السوفيتي لاستخدامه في الطائرات الاعتراضية.
طُوِّرَ الصاروخ K-8 بواسطة شركة مكتب التصميم التجريبي-339/NII-339 (المعروفة حاليًا باسم Phazotron NIIR). وطُوِّرَ الباحث بالأشعة تحت الحمراء بواسطة شركة TsKB-589 GKOT (المعروفة حاليًا باسم TsKB Geofizika)، التي طورت أيضًا الباحث لصاروخ 9إم31 من طراز 9كيه31 ستريلا-1.

## التاريخ
بدأ تطوير صاروخ K-8 عام 1955، عُرف في الخدمة باسم آر-8. ومثل معظم صواريخ جو-جو السوفيتية، صُنع الصاروخ بخيار التوجيه بالرادار شبه النشط أو رؤوس البحث بالأشعة تحت الحمراء. وكان الصاروخ الأصلي متوافقًا مع رادار أوراجان-5بي المستخدم في طائرة سوخوي سو-11 والعديد من الطائرات التطويرية من شركة ميكويان-جوريفيتش.
رُقّي إلى معيار آر-8 إم (المعروف باسم آر-98) عام 1961، مما منح سلاح التوجيه شبه النشط بالرادار القدرة على اعتراض الأهداف مباشرةً. وفي عام 1963، رُقّي إلى آر-8إم1، مما جعله متوافقًا مع رادار آر بي-11 أوريول-دي في طائرتي سوخوي سو-15 وياكوفليف ياك-28بي.
أدت التطورات اللاحقة في عام 1965 إلى ظهور آر-8إم2، المعروف أكثر باسم آر-98، والذي يتميز بمدى أطول وباحثين محسنين، ومتوافق مع رادار آر بي-11 أوريول-إم (المحسن). أما الإصدار الأخير، الذي طُرح عام 1973، فكان آر-98إم1 (الناتو أناب المتقدم)، والذي يتميز بمقاومة أفضل للإجراءات المضادة ومدى أطول، ومتوافق مع رادار تايفون-إم المستخدم في طائرتي سو-15 تي إم وياك-28 بي إم الاعتراضيتين.
ظل الصاروخ آر-98إم1 في الخدمة طوال ثمانينيات القرن العشرين، وسُحب مع آخر طائرات الاعتراض سو-15 فلاجون.
طُورت نسخة مختلفة باستخدام رؤوس الباحث من كيه-13، والتي توفر قدرة أفضل على القتال الجوي، في عام 1960 باسم كيه-88، لكنها لم تدخل الخدمة.
طُورت نسخة تدريب خاملة، تحت اسم يو آر-8إم.
أسقط آر-98 الرحلة 007 التابعة لشركة الخطوط الجوية الكورية في 1 سبتمبر عام 1983.

## المشغلون
الاتحاد السوفيتي
قوات الدفاع الجوي السوفيتية

## المواصفات (آر-98إم تي / آر-98إم آر)
- الطول : (R-98MT) 4 م (13 قدم 1 بوصة)؛ (R-98MR) 4.27 م (14 قدم)
- طول الجناحين : 1300 مم (4 قدم 3 بوصة)
- القطر : 280 مم (11 في)
- وزن الإطلاق : (R-98MT) 272 كجم (600 رطل)؛ (R-98MR) 292 كجم (642 رطل)
- السرعة : ماخ 2
- المدى : 23 كم (14.4 ميل)
- التوجيه : (R-98MT) التوجيه بالأشعة تحت الحمراء ؛ (R-98MR) التوجيه بالرادار شبه النشط
- رأس حربي : 40 كجم (88 رطل) تجزئة الانفجار